# Gabriel Lisette

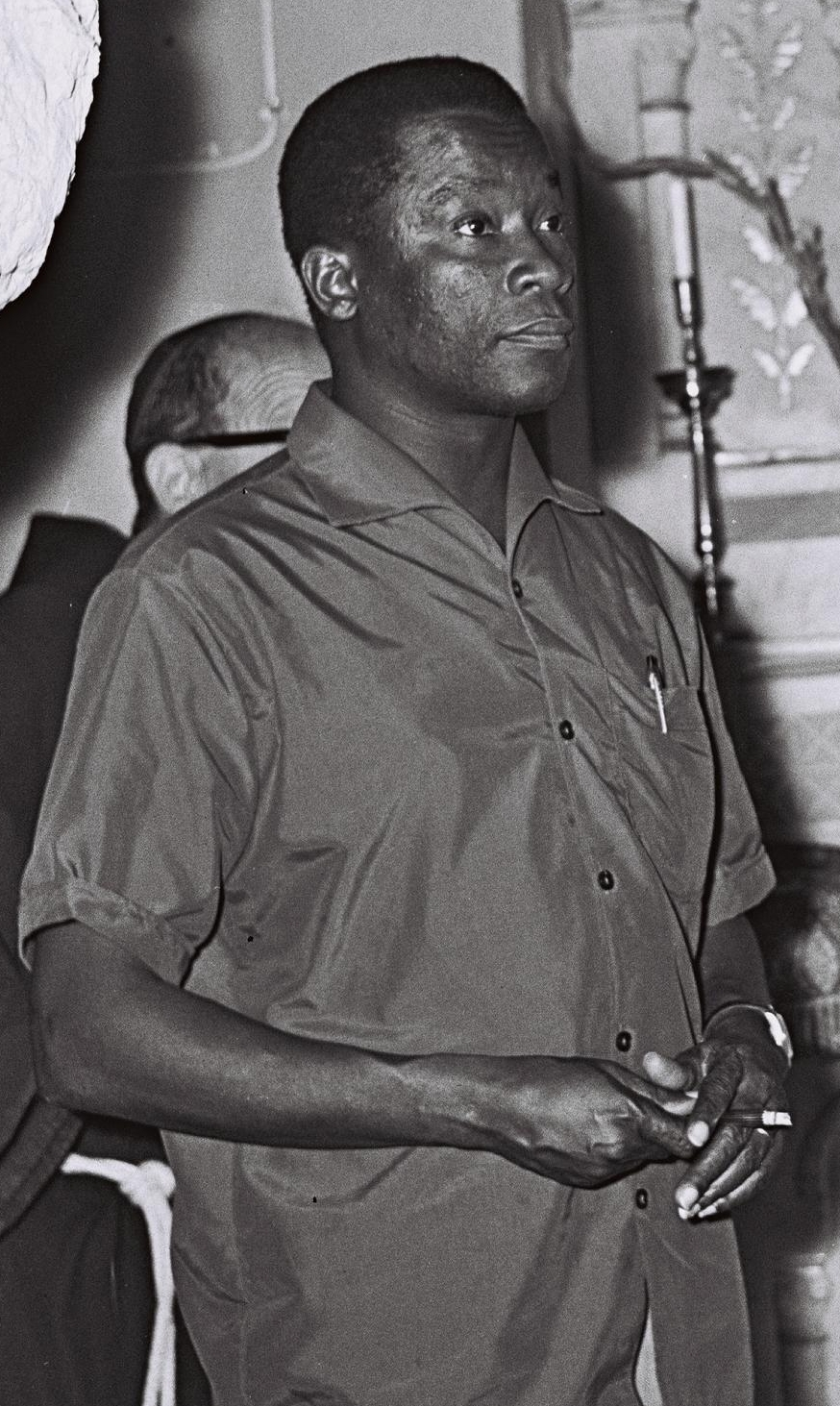
Gabriel Lisette (1960)

Gabriel Francisco Lisette (* 2. April 1919 in Portobelo, Panama; † 3. März 2001 in Port-de-Lanne, Frankreich) war ein Politiker im Tschad.
Gabriel Lisette war afrikanischer Herkunft, aber geboren in Panama. Er kam 1946 als französischer Kolonialadministrator in den Tschad und gründete dort 1947 die Tschadische Fortschrittspartei. Nach seinem Wahlsieg war er von 1957 bis 1959 Premierminister des Tschad. Danach übernahm diese Position François Tombalbaye, der spätere erste Staatspräsident.   
Eine Woche vor der Unabhängigkeit des Tschad, die am 11. August 1960 begann, war Lisette stellvertretender Ministerpräsident. Trotz dieser Position wurde ihm nach einer Auslandsreise die Wiedereinreise verweigert. Damit war seine Karriere als Politiker des Tschad beendet und er ging ins Exil nach Frankreich. 